# SuperTux
SuperTux est un jeu vidéo gratuit et libre. Il a beaucoup de ressemblance avec Super Mario Bros. et est parfois même qualifié de clone,. Ce jeu de plates-formes met en scène Tux, la mascotte de Linux. Le jeu se déroule sur la banquise et dans d'autres environnements comme des grottes de glace, des forêts, etc. Les champignons de Mario sont remplacés par des œufs de manchot, les champignons verts par des petits manchots et la fin par l’arrivée dans un igloo ou simplement en passant une barrière comme dans Super Mario World.

## Système de jeu
Le jeu reprend les éléments de gameplay de Super Mario Bros. (hauteur de saut, timing ...).

### Objets
- L’œuf : il permet à Tux de grandir d’un cran. Il redevient petit s’il est touché.
- Fleur de feu (rouge) : elle permet à Tux de lancer des boules de feu qui disparaissent si elles rencontrent un mur.
- Fleur de glace (bleue) : elle permet de lancer des boules de neige qui rebondissent contre les murs qu’elles rencontrent.
- L’étoile : elle rend Tux invincible pendant quelques secondes.
- Les manchots : ils donnent cent pièces à Tux.
- Fleur de l'air (verte) : elle permet à Tux de faire des sauts plus haut et si la touche espace est appuyée pendant que Tux tombe, elle ralentira sa chute.
- Fleur de terre (jaune) : elle permet à Tux de voir dans l’obscurité totale et se transformer en pierre pendant quelques secondes en appuyant sur les touches ACTION + flèche bas.

## Développement

### Étape 1
L'Étape 1 (ce qui pourrait se traduire par « dernière étape ») de SuperTux est sortie en juillet 2005 sous le numéro de version 0.1.0. Plusieurs mises à jour ont par la suite été effectuées : les versions 0.1.1, 0.1.2 et 0.1.3.
Elle met en scène une dizaine de monstres, dont des boules de neiges sur pattes, des bombes ou des poissons sauteurs, ainsi que vingt-six niveaux, sans compter les niveaux bonus. Les graphismes sont simples et colorés, donnant une forte identité au jeu. Différents bonus sont dispersés à travers les niveaux. Tux peut augmenter de taille, en gobant un œuf. La fleur des glaces permet, à l’instar de celle de feu de Super Mario Bros., de lancer des boules de feu aux ennemis.
Le but du jeu est d’aller délivrer Penny que l’effroyable Nolok a capturé lors d’un pique-nique avec Tux, celui-ci s’étant évanoui. Après s’être rétabli, il trouve une lettre expliquant que son amie a été enfermée dans le château de Nolok. Le chemin jusqu’à Penny est semé d’embûches, mais Tux, déterminé à sauver sa bien-aimée, part tout de suite à l’aventure. L'Étape 1 se termine après le château de Nolok, où Tux trouve un mot lui indiquant de continuer sa quête pour retrouver Penny, ce qui appelle à une Étape 2.

### Étape 1.9

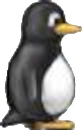
Tux, personnage principal du jeu.

L'Étape 1.9 (version 0.3.0) est sortie le 17 décembre 2006. Cette nouvelle version, disponible pour Linux, Mac OS et Windows, comprend de nouveaux ennemis, un nouvel environnement composé de plus d’une vingtaine de niveaux : la forêt, un boss sur la première île et un niveau dans lequel Tux doit utiliser des lampes colorées pour faire apparaitre d’autres couleurs, ainsi que de nombreux ajouts dans l’interaction entre Tux et le monde qui l’entoure : trampolines, leviers et ascenseurs, gérés par des scripts. Il y a aussi la possibilité de revenir en arrière dans les niveaux, ainsi qu’un lancer de boules de feu en mode Ice Flower plus facile et plus précis. Cependant, cette nouvelle version souffre de ce qui pourrait être considéré comme une baisse de jouabilité : la précision du personnage, notamment lors des sauts, est très approximative, tout simplement, car Tux glisse. Ceci peut aussi être considéré comme une nouvelle difficulté. On notera également la résolution, plus élevée, qui rend le personnage plus petit, mais qui permet de voir les alentours et de favoriser les énigmes.
Concernant le code, le moteur du jeu a presque entièrement été réécrit. Il utilise désormais OpenGL pour l’accélération matérielle graphique et OpenAL pour le son.
Aucune date n’est officiellement annoncée pour la Milestone 2. Les développeurs ont décidé de sortir la Milestone 1.9 afin d’encourager les gens à participer. Ils recherchent notamment des graphistes et des développeurs souhaitant apporter leur contribution.

### Étape 1.9 étendue
Cette version étendue de la précédente Étape comporte quelques nouveautés. L’apparition des clés dans le monde de la forêt par exemple. Il y a trois nouveaux niveaux : Kneep Deep in the Depth, Treasures in the skies et Under Construction. Le niveau Under Construction est un niveau particulier. Dans ce niveau, trois clés sont nécessaires pour le terminer. Celle du feu, obtenue dans Knepp Deep, celle de la terre, obtenue dans le niveau Down The Rabbit Hole et celle de l’air dans Treasure. Chaque clé est obtenue selon son nom. Celle du feu est obtenue après avoir inondé de lave un fossé. Celle de l’air s’obtient par de multiples acrobaties aériennes. Celle de la terre là où il faut inverser le sens du niveau pour la trouver.

### Étape 2

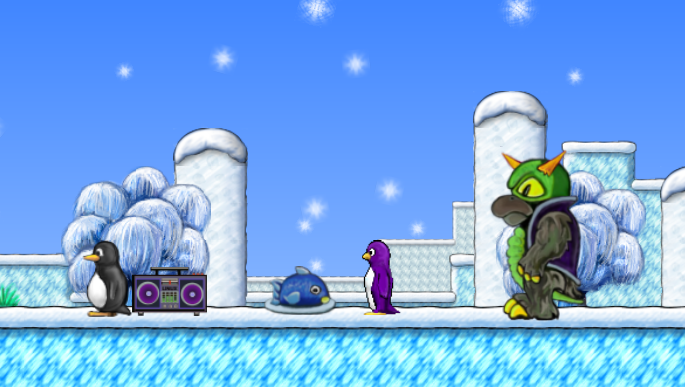
Tux, Penny et le boss Nolok

Cette version comporte quelques nouveautés. La bande son est composée par Wansti. Deux nouveaux mondes apparaissent : la forêt fantôme et la forêt ténébreuse. Les deux clés manquantes, celle de l’eau et celle de la forêt, sont présentes. Vient ensuite la forêt fantôme (visible dans le célèbre niveau Light and Magic) et la fourmilière qui lance soit des oiseaux, soit des boules de pierre et des grenouilles. Monde fantôme, il comporte de nouveaux ennemis, dont la version rose des boules de neige, ainsi que des crânes à ressort (visibles dans le niveau bonus du monde de glace, quand on descend dans la caverne souterraine). Il y a également un nouvel bonus : la fleur de glace. Si la fleur de feu détruit l’ennemi, la fleur de glace fige l’ennemi, comme les stalactites sur certains monstres. D’autres bonus apparaissent, comme la potion bleue, ou encore le bol de poissons.

### L’éditeur de niveau

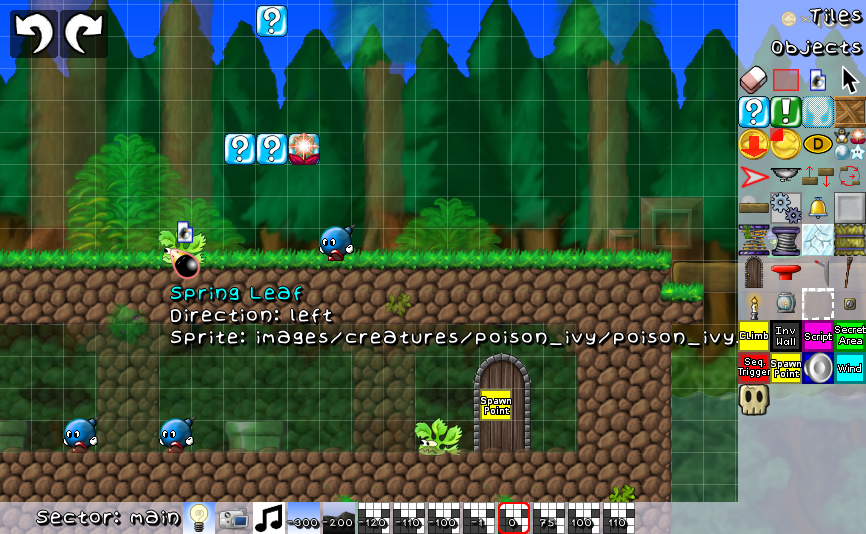
L'éditeur de niveau permet aux joueurs de créer leurs niveaux, leurs mondes et leurs histoires.

C'est parce que SuperTux aura une fin que ses créateurs ont mis à la disposition des joueurs un éditeur de niveau. Il permet aux joueurs de créer leurs niveaux, leurs mondes et leurs histoires. Le dernier niveau non officiel en date est compatible avec l'Étape 1.9 de base.

## Recherche
La licence libre et la relative proximité du jeu avec Super Mario Bros. a conduit plusieurs chercheurs à l'utiliser pour étudier les mécanismes de jeu, comparer des portages de logiciel ou encore organiser des compétitions d'intelligence artificielle dans le cadre du jeu vidéo.